# Koleń czarny
Koleń czarny, rekinek czarny (Centroscyllium fabricii) – gatunek ryby chrzęstnoszkieletowe z rodziny Etmopteridae.

## Występowanie
Północny Ocean Atlantycki na wschód od Wysp Owczych i Islandii. Żyje na głębokości 250–1300 m.